# Springtime (banda)
Springtime fue una banda austriaca activa durante los años 1970s. Estuvo conformada por Norbert Niedermayer, Walter Markel, Gerhard Markel y Erwin Broswimmer. La banda es mayormente conocida por haber representado a Austria en el Festival de la Canción de Eurovisión 1978, celebrado en la ciudad de París, Francia, con la canción "Mrs. Caroline Robinson" que finalizó en el 15° puesto con 14 puntos.
Niedermayer ya había representado a Austria en el Festival de Eurovisión 1972 como integrante de la banda Milestones.

## Discografía
- Mr. Captain (1977) #9 Austria[1]
- Lady on the motorbike (1977)
- Jingle me, jingle you (1977)
- Mrs. Caroline Robinson (1978)
- Lonely road (1978)